# Santa Maria de Vallbona (Argelers)
Santa Maria de Vallbona (en francès: Abbaye Sainte-Marie de Valbonne) és l'església d'un antic monestir cistercenc del terme municipi d'Argelers, a la comarca del Rosselló, de la Catalunya del Nord.
Està situada en un vall petita de la serra de l'Albera, a uns 2 km al sud del poble del Rimbau (municipi de Cotlliure). El monestir va ser desafectat al segle xviii, i les restes dels edificis formen avui dia el Mas de Vallbona, una propietat privada. El Mas de Vallbona presenta vestigis de l'antiga abadia. Hom reconeix les restes encara força senceres d'un recinte fortificat, amb una torre cilíndrica. La major part dels edificis estan integrats al mas. Hom troba al pati vestigis d'un antic claustre.

## Història
La vall on es troba el monestir de Vallbona pertanyé, des del segle ix al monestir de Sant Quirc de Colera (Rabós, Alt Empordà). Aquesta possessió incloïa la petita església preromànica de Santa Maria de Torreneules, situada en una vall veïna. Al segle xiii, el monestir de Colera vengué tota la vall al monestir cistercenc de Fontfreda (Narbonés, Llenguadoc). Els monjos d'aquesta abadia fundaren la comunitat cistercenca de Vallbona, que fou consagrada el 1242. S'hi establí una comunitat de dotze monjos. El 1293 el rei Jaume II de Mallorca donà un dret de pastura a l'abadia per tota la vall. Al segle xv, els monjos de Vallbona abandonaren la serra de l'Albera i s'integraren a l'hospital Sant Guillem de Perpinyà; tanmateix, tornaren a Vallbona a finals del segle xvi. Es registra que, el 1665, en fou nomenat abat (comendatari?) Josep de Trobat i Vinyes, germà del molt influent polític Ramon de Trobat, i romangué en el càrrec, com a molt, fins que el 1685 va ser nomenat abat de Santa Maria de la Real (Perpinyà). La relativa isolació de la comunitat n'acabà causant la decadència, i els monjos abandonaren finalment el monestir el 1734. Els edificis van ser venuts com a bé nacional durant la Revolució Francesa.

## Arquitectura
L'església és l'edifici més sencer encara visible avui dia. Només la nau és sencera, l'absis i el transsepte foren destruïts al segle xix. La nau única és curta i de força amplada, coberta per una volta apuntada. L'absis era semicircular. L'estil de l'església pertany al romànic més tardà amb molts elements de transició al gòtic, data de finals del segle xiii.
Resta, a l'església i en els altres edificis del mas, uns elements d'escultura en granit. Una pica baptismal, una taula d'altar i uns capitells i columnes del claustre estan encara visibles. Aquesta talla, molt simple, sense cap mena de decoració, és característica de l'art cistercenc.